# Pio Marmaï
Pio Marmaï (Straatsburg, 13 juli 1984) is een Franse acteur.

## Biografie
Marmaï heeft een artistieke achtergrond. Zijn moeder is voormalig hoofdkostuumontwerper bij de Opera van Straatsburg en zijn vader is scenograaf. Hij bezocht de Scuola Commedia dell'Arte Antonio Fava, de theaterschool Les Enfants Terribles de Paris, het conservatorium van Créteil en de komedie-toneelschool in Saint-Étienne. Hij werd tussen 2006 en 2007 bekend door zijn acteerwerk in de toneelstukken Les Temps difficiles van Édouard Bourdet, geregisseerd door Jean-Claude Berutti, in de Comédie-Française en Andrea del Sarto van Alfred de Musset, geregisseerd door Nathalie Mauger, dit keer in België. In 2008 maakte hij zijn filmdebuut in de cultfilm Le premier jour du reste de ta vie. In 2015 ontving Marmaï op het Festival international du film de comédie de l'Alpe d'Huez een Prix d'Interprétation voor zijn acteerwerk in Toute Première Fois.

## Filmografie

### Films
Uitgezonderd korte films.
- 2008: Le premier jour du reste de ta vie als Albert Duval
- 2008: Didine als Jérémie
- 2009: Bazar als Fred
- 2009: La Loi de Murphy als Elias Segura
- 2010: D'amour et d'eau fraîche als Ben
- 2011: Contre toi als Yann
- 2011: Un heureux événement als Nicolas
- 2011: La délicatesse als François
- 2012: Alyah als Alex Raphaelson
- 2012: Les Nuits avec Théodore als Théodore
- 2013: Grand Départ als Romain
- 2014: Dans la cour als Stéphane
- 2014: La Ritournelle als Stan
- 2014: Des lendemains qui chantent als Léon Kandel
- 2014: Maestro als Henri Renaud
- 2015: Toute Première Fois als Jérémie
- 2015: Nos futurs als Thomas
- 2016: Vendeur als Gérald
- 2017: Ce qui nous lie als Jean
- 2017: K.O. als Boris
- 2017: Santa & Cie als Thomas
- 2018: En liberté! als Antoine
- 2019: Mais vous êtes fous als Roman Clémenti
- 2019: Je promets d'être sage als Franck
- 2020: Onward als Barley Lightfoot (stem Franse versie)
- 2020: Felicità als Tim
- 2020: Comment je suis devenu super-héros als Gary Moreau / Titan
- 2020: Médecin de nuit als Dimitri
- 2021: La Fracture als Yann
- 2021: L'Événement als leraar Bornec
- 2021: Compagnons als Paul
- 2021: Enquête sur un scandale d'État als Stéphane Vilner
- 2022: En corps als Loïc
- 2022: La Petite Bande als Mr Karchaoui
- 2022: Tempête als Philippe
- 2022: Pétaouchnok als Ludo
- 2023: Les Trois Mousquetaires: D'Artagnan als Porthos
- 2023: Une année difficile als Albert / Poussin
- 2023: Yannick als Paul Rivière
- 2023: Daaaaaalí! als Salvador Dalí
- 2023: Migration als Mack (stem Franse versie)
- 2023: Les Trois Mousquetaires: Milady als Porthos

### Televisieseries
Uitgezonderd eenmalige gastrollen.
- 2021-2022: En thérapie als Damien (9 afleveringen)

## Theater
- 2006-2007: Les Temps difficiles van Édouard Bourdet, geregisseerd door Jean-Claude Berutti, in de Comédie-Française.
- 2007: Andrea del Sarto van Alfred de Musset, geregisseerd door Nathalie Mauger, in België.
- 2015-2016: Roberto Zucco van Bernard-Marie Koltès, geregisseerd door Richard Brunel, in Frankrijk.